# 圣尼各老小堂 (阿西西)
43°04′30″N 12°36′20″E / 43.075064°N 12.60562°E
圣尼各老小堂（Cappella di San Nicola）位于亚西西的圣方济各圣殿下教堂右耳堂，由乔托绘制于1308-1310年, 题为“巴里的圣尼各老的故事”。

## 历史
这座小堂是由枢机主教拿破仑·奥尔西尼建于13世纪末，用来安放他的兄弟乔瓦尼·奥尔西尼（死于1292年）的坟墓。其灵感来自佩鲁贾圣本笃堂的 本笃十一世墓。

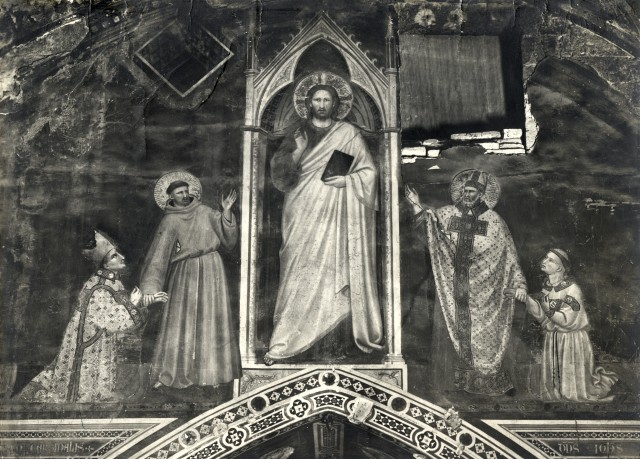
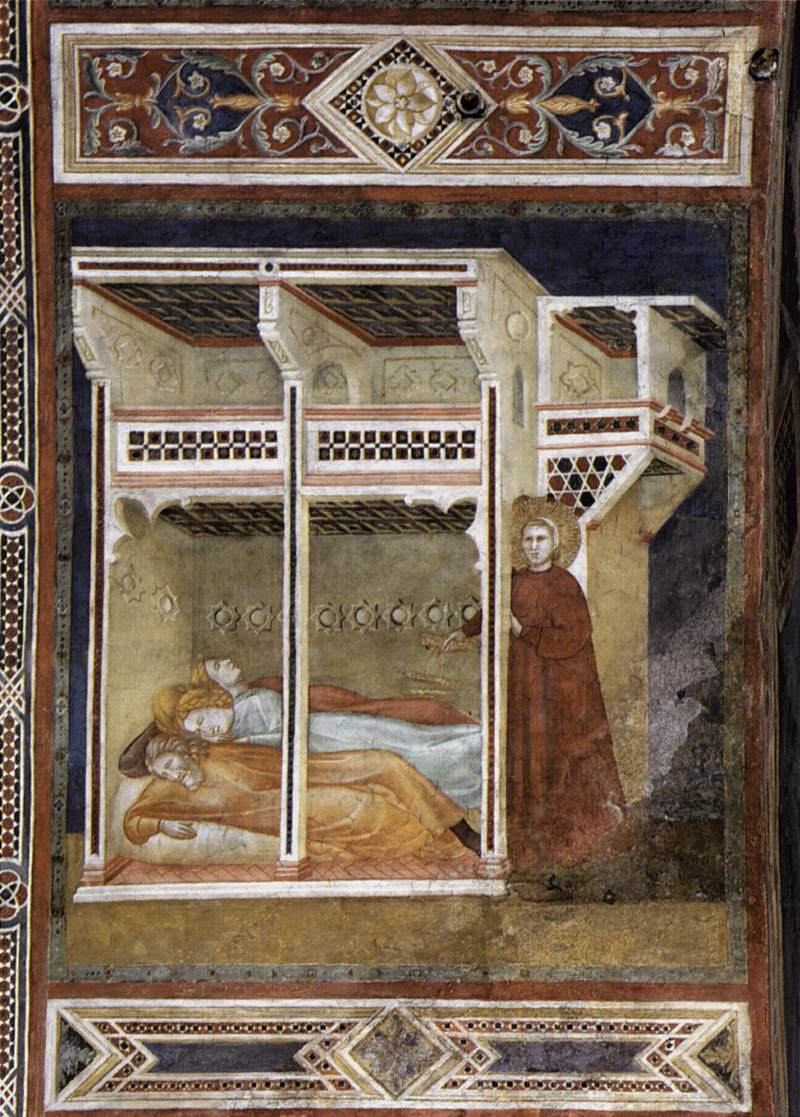
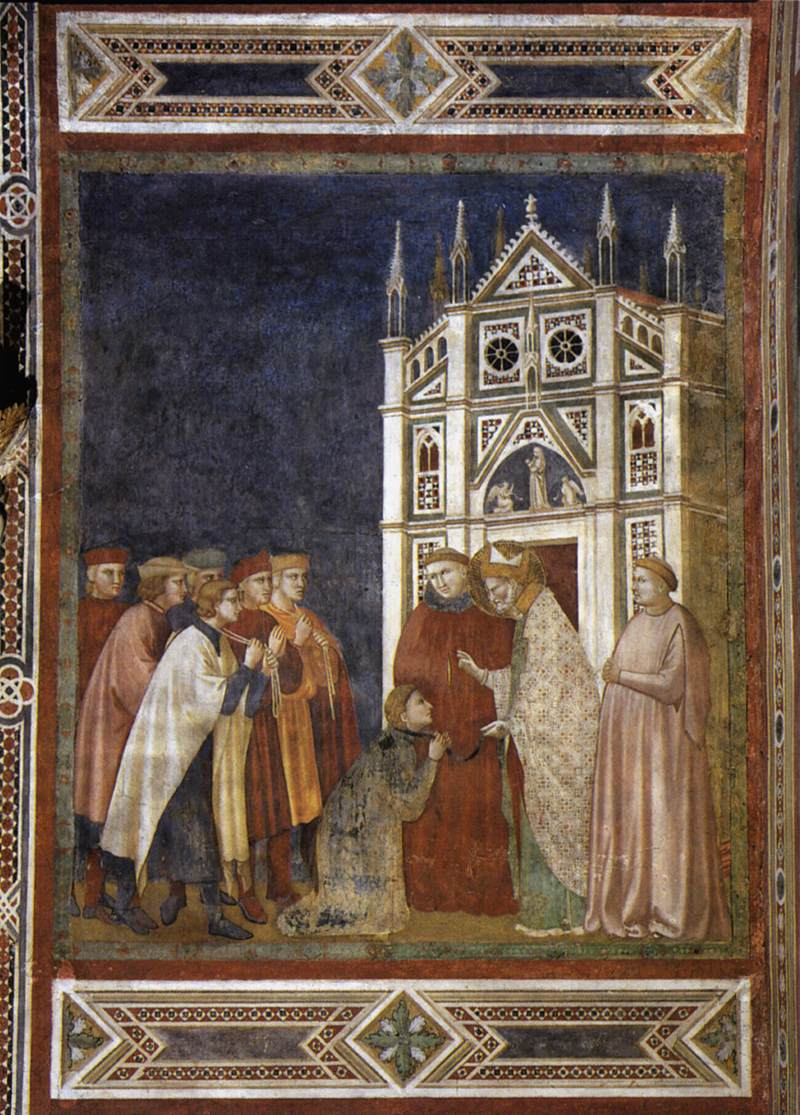
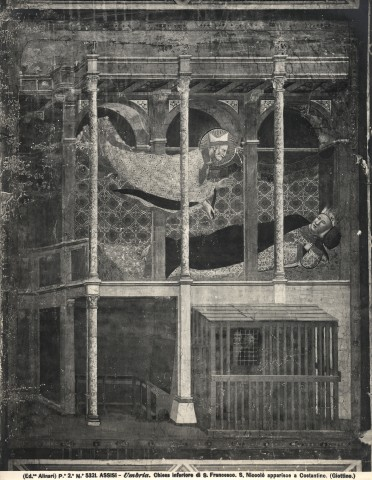
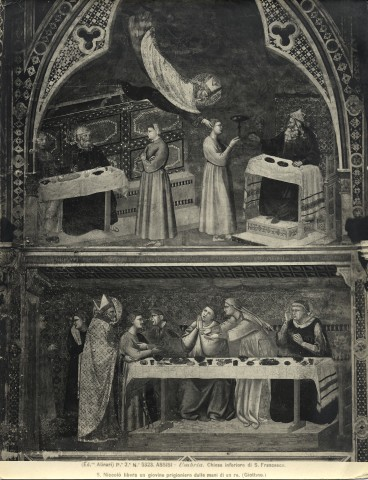
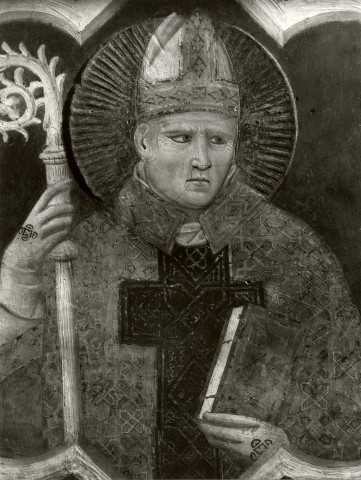
圣尼各老
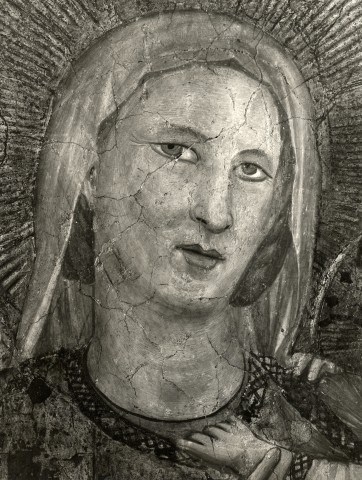
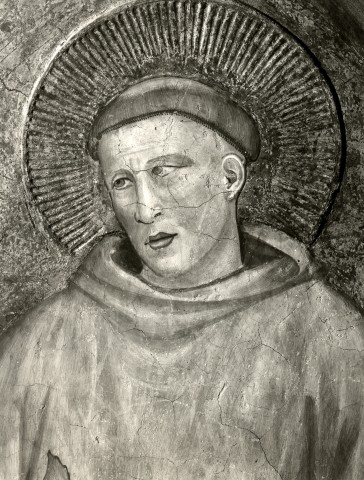
圣方济各